# 에로 영화
에로 영화(영어: Erotic film)는 성적인 내용이 주를 이루거나, 성적 행위를 시늉을 소재로 하며 이야기가 있는 영화를 말한다.

## 정의
이야기와 성행위 시늉 장면을 담고 있으며 실제 성교 장면 이외의 성행위 장면 또는 시늉 장면을 담고 있는 영화는 모두 에로 영화에 포함된다.

## 목록
- 올래?! - 천사들의 도시편
- (대한민국) 비플릭스: 에로 영화가 대대적으로 업데이트되고 있다. (주)제타미디어에서 운영 중이다. 성인 전문관인 레드플릭스 또한 운영 중이다.

## 같이 보기
- 포르노 영화
- 성인용 비디오
- 에로 배우